# Christi Himmelfahrt (Kempten)

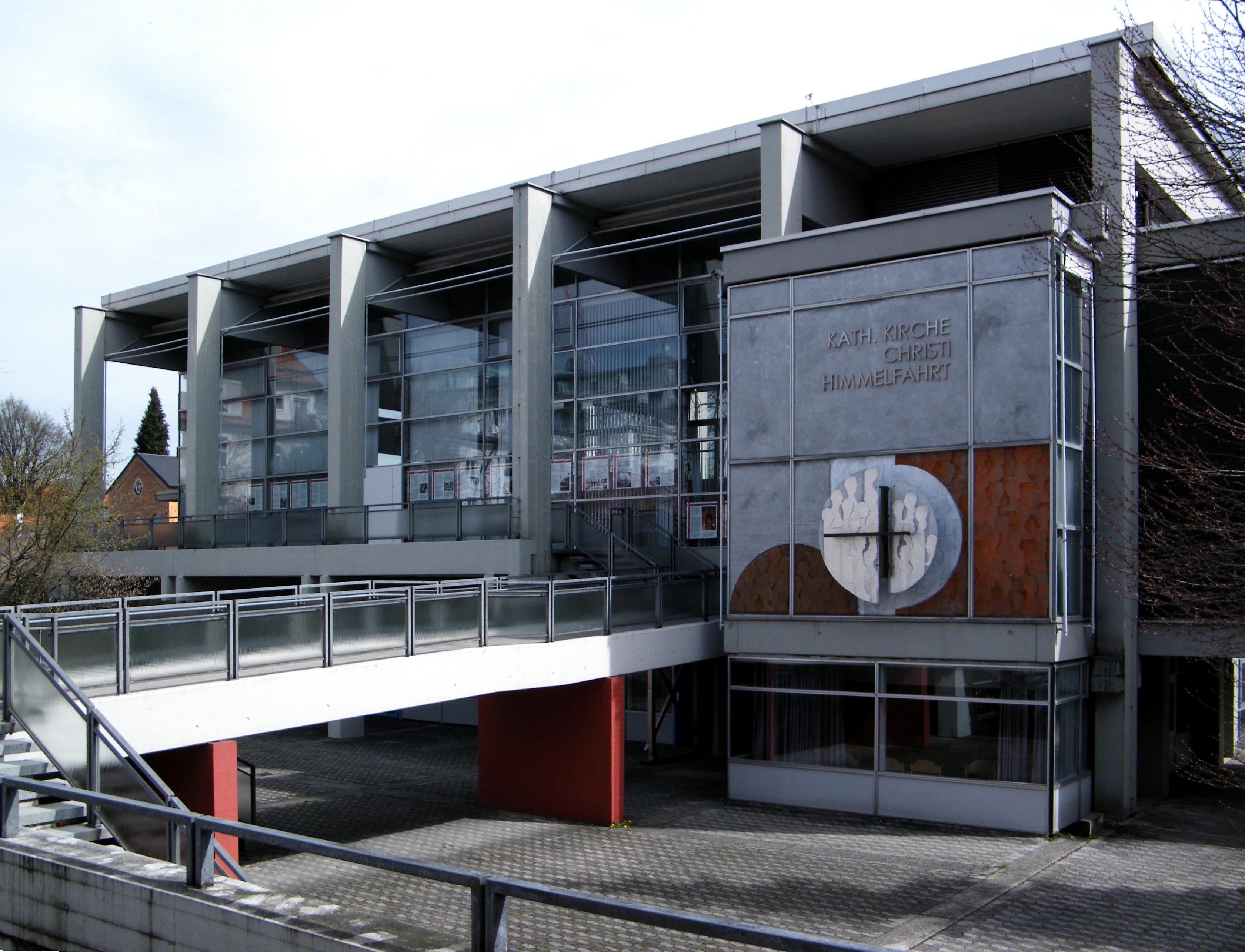
Christi-Himmelfahrts-Kirche in Kempten

Die katholische Kirche Christi Himmelfahrt ist ein kubischer Stahlbetonskelettbau aus Fertigteilen in der Art eines Zweckbaus mit verglaster Fassade in Kempten (Allgäu). Der Bau wurde in den Jahren 1969 bis 1971 nach Plänen des Architekten Robert Gerum errichtet und steht unter Denkmalschutz. Die 1971 fertiggestellte Kirche ersetzte die 1973 abgebrochene, am Illerufer gelegene Kirche Christi Himmelfahrt von Andor Ákos.

## Geschichte

### Abgebrochene Kirche

Die abgebrochene Kirche Christi Himmelfahrt mit dem Turm der St. Mang-Kirche im Hintergrund

Die erste Kirche wurde als Notkirche an der früheren St.-Mang-Brücke in den Jahren 1926/27 in einfacherer Form als ursprünglich geplant erbaut, nachdem die Finanzkrise und die Inflation nach dem Ersten Weltkrieg die vom Kirchbauverein gesammelten Gelder vernichtet hatten.
Sie war die Pfarrkirche der 1931 neugeschaffenen Kemptener Stadtpfarrei Christi Himmelfahrt. Aus dieser Pfarrei entstand 1963 die Tochterpfarrei St. Ulrich, die 1964 zur Stadtpfarrei für Kempten-Ost erhoben wurde.
1965 gestaltete man den Innenraum im Zuge der Liturgiereform um.
Im Jahr 1973 wurde die Kirche abgerissen, nachdem zwei Jahre zuvor die neue Kirche fertiggestellt worden war.

### Neue Kirche
Der Neubau der Kirche wurde in den Jahren 1969 bis 1971 unter Pfarrer Max Knorr nach Plänen des Architekten Robert Gerum errichtet. Unter dem Eindruck des Zweiten Vatikanischen Konzils setzte Gerum neue Konzepte beim Kirchenbau unter Verwendung der Baumaterialien Glas und Beton um. Dafür erhielt er den BDA-Preis Bayern. Seit 2010 steht das Gebäude unter Denkmalschutz.
Seit 1. September 2011 ist die vormals eigenständige Stadtpfarrei als Filialgemeinde der Gemeinde der Stadtpfarrei St. Lorenz angegliedert. Zur Zeit der Angliederung stand auch wegen baulicher Mängel und einer daher benötigten kostenintensiven Sanierung ein Abriss der Kirche zur Diskussion. Nach Protesten der Kirchengemeinde und des Architekten Robert Gerum wurde jedoch von einem Abriss abgesehen. Stattdessen erfolgte zwischen 2016 und 2017 nach Planung des Kemptener Architekturbüros F64 der Umbau zum kirchlich-sozialen Zentrum. Das Projekt nahm bei den Architektouren 2019 der Bayerischen Architektenkammer teil.

## Ausstattung
In einer Seitenkapelle der neuen Kirche steht der Hohenthanner Altar, der aus der Burgkapelle der Burg Hohentann stammen soll: Das spätgotische Altarwerk wurde in der neuen Christi-Himmelfahrts-Kirche im Freudental in einer eigens dafür geschaffenen Kapelle aufgestellt. Der Flügelaltar, der davor im Chor der alten Kirche stand, gilt als ein Werk des Memminger Malers Ivo Strigel. Im Laubwerk dieses Altars befindet sich die Datierung 1513. Unter dem Maßwerk des Schreins steht zwischen den Figuren des hl. Benedikt und des hl. Wolfgang eine plastische Darstellung der Schutzmantelmadonna, die um 1420/30 entstanden sein soll. Im Aufsatz des Schreins befindet sich zwischen zwei Armbrustschützen eine Plastik des hl. Sebastian. Die Gemälde auf den Innenflügeln zeigen den hl. Valentin sowie den hl. Einsiedler Antonius. Auf den Außenflügeln sind die Heiligen Margarethe und Ottilie abgebildet, an der Predella das Schiff der hl. Ursula.